# Brojol
Brojol is een plaats en bestuurslaag op het 4de niveau (kelurahan/desa).
Brojol ligt in het onderdistrict (kecamatan) Miri in het regentschap Sragen van de provincie Midden-Java, Indonesië. 
Brojol telt 2.566 inwoners (volkstelling 2010).
Binnen de desa Brojol liggen 11 dorpen en gehuchten.
Bagor · Brojol · Doyong · Geneng · Gilirejo · Gilirejo Baru · Girimargo · Jeruk · Soko · Sunggingan
Gemolong · Gesi · Gondang · Jenar · Kalijambe · Karangmalang · Kedawung · Masaran · Miri · Mondokan · Ngrampal · Plupuh · Sambirejo · Sambung Macan · Sidoharjo · Sragen · Sukodono · Sumberlawang · Tangen · Tanon